# برايان بيل (رجل أعمال)
برايان بيل (بالإنجليزية: Brian Bell)‏ هو شخصية أعمال أسترالي، ولد في 3 يوليو 1928 في Chinchilla, Queensland ‏ في أستراليا، وتوفي في 26 يوليو 2010 في بريزبان في أستراليا.